# Sima agyarcsiga
A sima agyarcsiga (Antalis entalis) az ásólábúak (Scaphopoda) osztályának a Dentaliida rendjébe, ezen belül a Dentaliidae családjába tartozó faj.
Az Antalis ásólábúnem típusfaja.

## Előfordulása
A sima agyarcsiga elterjedési területe az Atlanti-óceán és az Északi-tenger, ahol homokos és iszapos aljzaton él.

## Alfajai
A WoRMS-ban nincsen szó alfajokról.
- Antalis entalis entalis (Linnaeus, 1758)
- Antalis entalis occidentale (Stimpson, 1851)
- Antalis entalis stimpsoni Henderson, 1920

## Megjelenése
A sima agyarcsiga az ásólábúak (Scaphopoda) osztályába tartozik, nem valódi csiga. Elefántagyarhoz hasonló héja mindegyik végén nyitott. Az állat fején mindkét oldalon fogófonalak, vékony nyúlványok erednek, amelyek vége bunkószerűen megvastagodott. Az ásóeszközzé átalakult lábon két megduzzasztható oldallebeny van. A sima, 4-9 centiméter hosszú héj vöröses-szürkén sávozott.

## Életmódja
A sima agyarcsiga testének elülső végét lebenyes lábával szilárdan a talajba horgonyozva, az üledékben tartózkodik. Kiálló hátsó testvégén keresztül állandóan friss vizet képes felvenni köpenyüregébe. Mozgó fogófonalait előrenyújtva megérzi az ott levő apró állatokat, melyek rátapadnak a fogófonalak ragadós végére. A táplálékot a fogófonál viszi a szájhoz.

## Szaporodása
A különböző példányok különböző neműek, azaz nem hímnősök. Külső megtermékenyítés által szaporodik. A lárvák néhány napig szabadon úszkálnak, majd az aljzatra süllyedve megindul a héjképződés.